# Ferrari 150° Italia
A Ferrari 150° Italia a Scuderia Ferrari által épített Formula–1-es versenyautó, melyet a 2011-es Formula–1 világbajnokságban használt a csapat. Pilótái a második közös idényüket kezdő Fernando Alonso és Felipe Massa voltak. Az autó a nevét Olaszország egyesítésének 150. évfordulója alkalmából kapta, azonban a korábban választott F-150 elnevezést nem használhatták, mert az a Ford Motor Company védjegye. (Magyarországon is a Ford cég lajstromozott védjegye.)

## A szezon
Az előző évi remek teljesítményhez képest meglepő volt a Ferrari tempójának a hiánya, különösen az időmérő edzéseken. Alonso és Massa másfél-két másodperccel voltak elmaradva Ausztráliában a pole pozíciós Sebastian Vetteltől. A versenyeken aztán szépen teljesítettek, de az eleve rossz startpozíció miatt nagyon messzire nem juthattak: Alonso negyedik, Massa hetedik lett. Az első három verseny után dobogós helyezés nélkül, a konstruktőrök közt harmadik helyen, már 55 pont lemaradásban álltak a Red Bull mögött. Törökországban aztán Alonso megszerezte harmadik helyével az első dobogós pozíciót, míg Massa csak szenvedett.
Spanyolországban Alonso a negyedik helyről indult, viszont hamar az élre állt. A versenytempó hiánya miatt aztán elkezdett visszaesni, majd amikor kemény keverékű gumikra váltott, a helyzet még rosszabb lett. Alonso az ötödik helyen fejezte be a versenyt, de úgy, hogy körhátrányba került a győztes Vetteltől. Aldo Costát, a technikai igazgatót a verseny után el is bocsátotta a csapat.
Monacóban a rossz időmérő után Alonso szép versenyt futott, és ha a futam vége felé egy versenybaleset nem akadályozta volna, akár a győzelmet is megszerezhette volna, így viszont be kellett érnie a második hellyel. Kanadában aztán az időmérő is jól sikerült (második-harmadik hely), de a rossz versenykörülmények miatt Alonso kiesett, Massa pedig csak hatodik lett. Időközben az FIA betiltott pár technikát, amelyet főként a rivális Red Bull és McLaren csapatok használtak, így a Ferrari formája kissé javult. Valenciában Alonso már második lett, majd a Brit Nagydíjat meg is tudták nyerni, jókora, 15 másodperces előnnyel. Ennek az is az oka volt, hogy a futam előtt betiltották a befújt diffúzorokat, amely tiltást a futam után fel is oldottak. Futamot az évben már nem is sikerült nyerniük, Alonso még öt dobogós helyezést ért el, Massa pedig még ennyit sem, így a csapat a 3. helyen zárta a világbajnokságot. Alonso a negyedik helyet érte el, ami az előző évi jó teljesítményhez képest kiábrándító volt.

## Eredmények
| Év   | Csapat                    | Motor       | Gumik | Pilóták         | 1   | 2   | 3   | 4   | 5   | 6   | 7   | 8   | 9   | 10  | 11  | 12  | 13  | 14  | 15  | 16  | 17  | 18  | 19  | Pontok | Helyezés |
| ---- | ------------------------- | ----------- | ----- | --------------- | --- | --- | --- | --- | --- | --- | --- | --- | --- | --- | --- | --- | --- | --- | --- | --- | --- | --- | --- | ------ | -------- |
| 2011 | Scuderia Ferrari Marlboro | Ferrari 056 | P     |                 | AUS | MAL | CHN | TUR | ESP | MON | CAN | EUR | GBR | GER | HUN | BEL | ITA | SIN | JPN | KOR | IND | ABU | BRA | 375    | 3.       |
| 2011 | Scuderia Ferrari Marlboro | Ferrari 056 | P     | Fernando Alonso | 4   | 6   | 7   | 3   | 5   | 2   | KI  | 2   | 1   | 2   | 3   | 4   | 3   | 4   | 2   | 5   | 3   | 2   | 4   | 375    | 3.       |
| 2011 | Scuderia Ferrari Marlboro | Ferrari 056 | P     | Felipe Massa    | 7   | 5   | 6   | 11  | KI  | KI  | 6   | 5   | 5   | 5   | 6   | 8   | 6   | 9   | 7   | 6   | KI  | 5   | 5   | 375    | 3.       |

Félkövérrel jelölve a pole pozíció, dőlt betűvel a leggyorsabb kör.

## Fordítás
- Ez a szócikk részben vagy egészben  a   Ferrari 150° Italia című angol Wikipédia-szócikk fordításán alapul.  Az eredeti cikk szerkesztőit annak laptörténete sorolja fel. Ez a jelzés csupán a megfogalmazás eredetét és a szerzői jogokat jelzi, nem szolgál a cikkben szereplő információk forrásmegjelöléseként.

1. ↑  The Horse Whisperer - The name changes but not the sense. web.archive.org, 2013. november 5. [2013. november 5-i dátummal az eredetiből archiválva]. (Hozzáférés: 2019. április 2.)
2. ↑  
http://epub.hpo.hu/e-kutatas/?lang=HU